# Tivaouane (departamento)
Tivaouane é um departamento da região de Thiès, no Senegal.